# Weria (gmina)
Weria (gr. Δήμος Βέροιας, Dimos Werias) – gmina w Grecji, w administracji zdecentralizowanej Macedonia-Tracja, w regionie Macedonia Środkowa, w jednostce regionalnej Imatia. W 2011 roku liczyła 66 547 mieszkańców. Powstała 1 stycznia 2011 roku w wyniku połączenia dotychczasowych gmin: Weria, Apostolos Pawlos, Dowras, Wergina i Makiedonida. Siedzibą gminy jest Weria, a siedzibą historyczną jest Wergina.